# Katja Streso

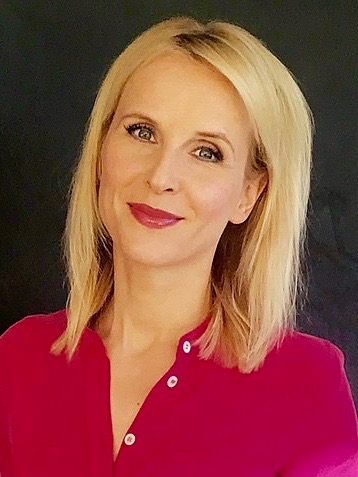
Katja Streso, 2018

Katja Streso (* 10. Dezember 1980 in Magdeburg) ist eine deutsche Sportjournalistin und Fernsehmoderatorin.

## Leben
Katja Streso machte 1999 ihr Abitur am Sportgymnasium Magdeburg. Von 1999 bis 2007 studierte sie Journalistik und Sportwissenschaften an der Universität Leipzig. Im Rahmen ihres Studiums verbrachte sie 2004 ein Jahr in Ohio und moderierte als Volontärin Nachrichten bei einem regionalen Fernsehsender. 
Seit 2006 ist sie als freie Mitarbeiterin in der ZDF-Hauptredaktion Sport tätig. Zwischen 2009 und 2016 kommentierte sie Bob- und Rodel-Übertragungen, unter anderem auch bei den Olympischen Spielen. Bei Fußball-Großereignissen berichtete sie auch für die Sendung heute nacht. Seit 2014 moderiert Streso den Sportblock beim ZDF-Mittagsmagazin, seit 2015 auch bei den heute-Nachrichten. Seit 2016 moderiert Katja Streso die Übertragungen des alpinen Skisports und seit 2024 Frauen-Fußball im ZDF.